# Weissfluh
Weissfluh to szczyt w paśmie Plessur-Alpen, w Alpach Retyckich. Leży we wschodniej Szwajcarii, w kantonie Gryzonia. W pobliżu szczytu znajduje się znana miejscowość Davos. Weissfluh jest jednym z najwyższych szczytów w swoim rejonie.